# Hof Klingelholl

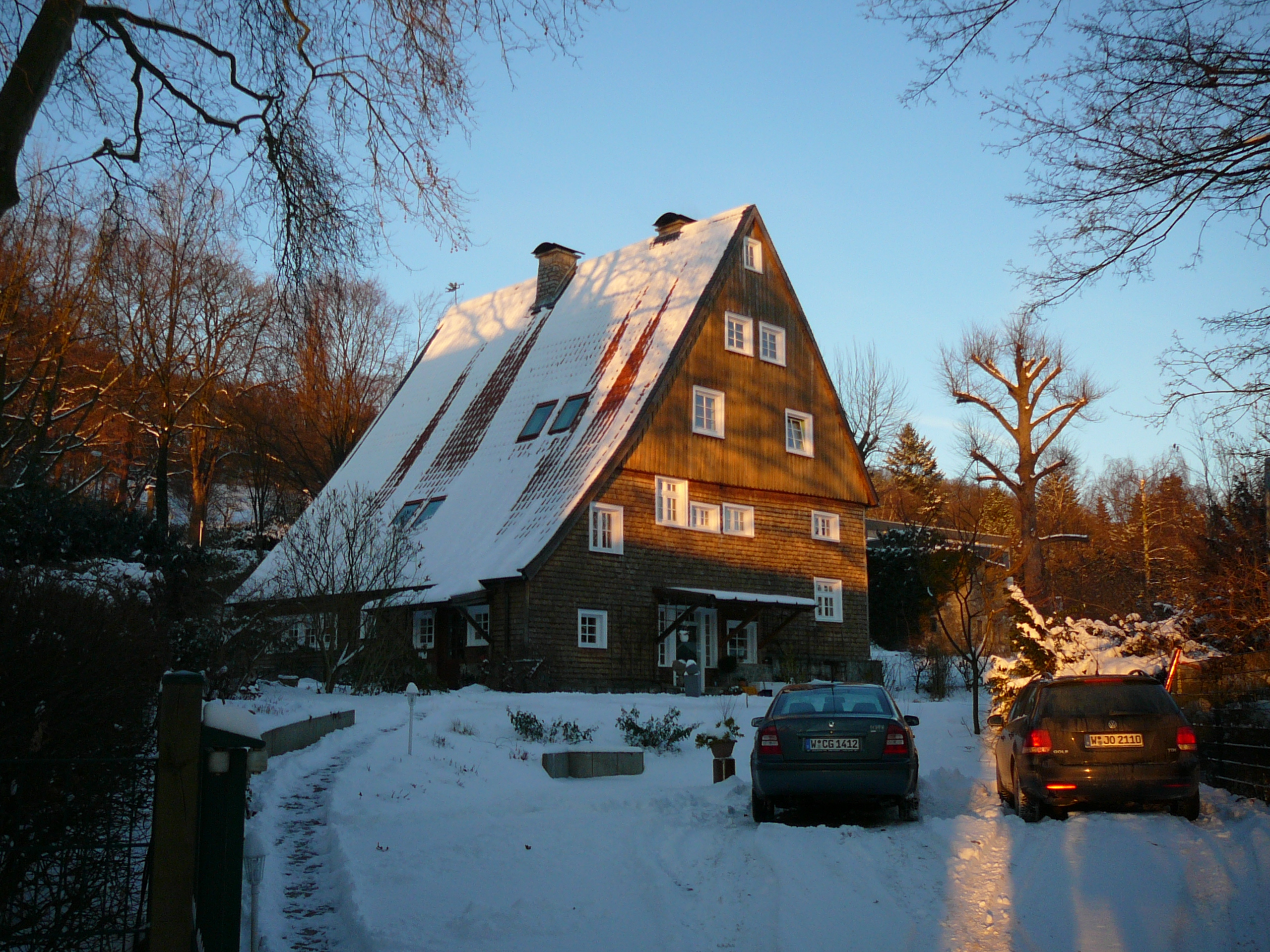
Der Hof Klingelholl

Der Hof Klingelholl (auch Hofeshaus Klingelholl) ist ein unter Denkmalschutz stehendes ehemaliges Gutshaus im Wuppertaler Stadtbezirk Barmen (Melanchthonstraße 26) am Rande des Barmer Nordparks. Das Gebäude gehört zu den letzten noch erhaltenen Hofeshäusern im Bereich Barmens und stellt ein landschaftsprägendes Einzeldenkmal dar.

## Beschreibung
Das zweigeschossige, in Fachwerkbauweise errichtete Haus hat eine quadratische Grundfläche von 210 m². Es weist ein dominierendes Satteldach mit zwei Dachgeschossen auf, das nach Westen hin tief abgeschleppt ist. Das klar gegliederte Gefache selbst ist noch auf der nördlichen Giebelseite und auf der östlichen Fassade zu sehen, die West- und Südseite wurden mit Holzschindeln verkleidet und teilweise verbrettert. Das östliche Drittel des Gebäudes ist unterkellert, nach außen hin ist der aus Bruchsteinen bestehende Sockel erkennbar.
Das Innere des Gebäudes zeigt sich dreigeteilt, im Westen, im Bereich des tief abgeschleppten Daches, lagen die Ställe und östlich der Diele lagen die Wohnräume, im Dielenbereich ist zum großen Teil die ehemalige Nutzung als Bauernhaus erkennbar.

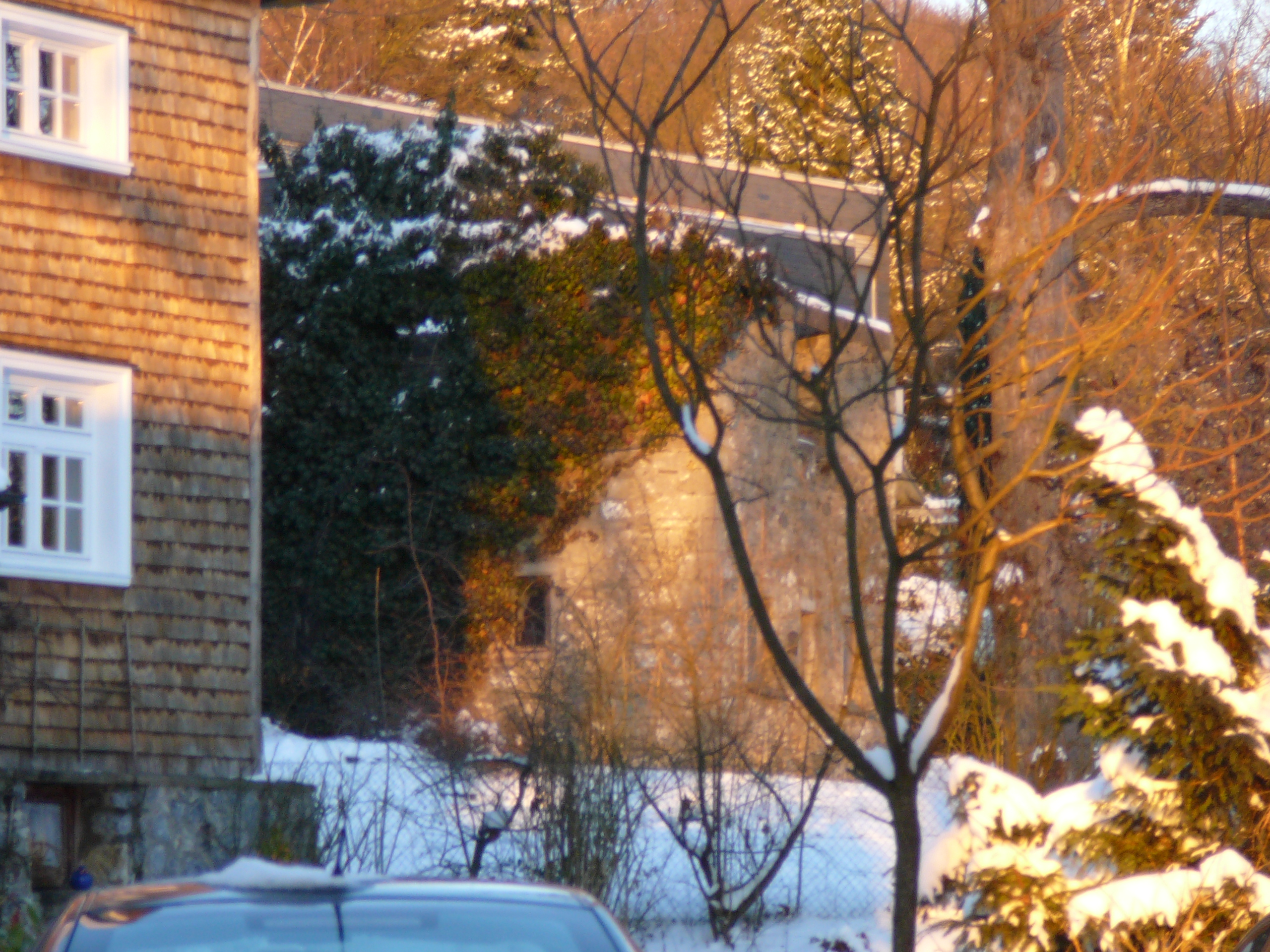
Der Bauernturm

An der südlichen Außenfassade ist eine Inschrift angebracht:

„Alle die hir gehen aus und ein las dir o Got befohlen sein“

Zum Hof Klingelholl gehört ein mittelalterlicher Bauernturm, dieser ist als Mauerreste auf dem nordöstlichen Ende des Grundstückes erhalten.

## Geschichte
Laut der Beschreibung der Unteren Denkmalbehörde stammt das heute bestehende Gebäude aus dem 17. Jahrhundert. Nach einer anderen Quelle wird 1436 oder 1456 als das Erbauungsjahr angegeben. Als einer der ersten Besitzer ist der Westkotter Freibauer Hans Klyngenholl bekannt. Er gab, in mehrfach wechselnder Schreibweise, unter anderem Klinkholt, dem Hof, und dem Ortsteil seinen Namen. Heute trägt ein Straßenzug in der Nähe des Gebäudes den Namen Klingelholl.
Das Dach wurde 1985 saniert, in den 1950ern war es teilweise noch mit Stroh bedeckt. Die nördliche und die östliche Fassade mit den Gefachen wurden 1993 saniert. Acht Dachfenster wurden 2001 erneuert, im gleichen Jahr wurden die südliche und die westliche Fassade saniert.
Am 17. September 1985 wurde das als Wohnhaus genutzte Gutshaus einschließlich der Außenanlagen als seltenes Beispiel für die frühe bergische Fachwerkbauweise unter Baudenkmalschutz gestellt.